# Lago Lauerz
O Lago Lauerz é um lago localizado no cantão de Schwyz, na Suíça. Sua área é de cerca de 3 km ² e sua profundidade máxima é de 13 m , tornando-o um dos mais raso na Suíça. Há duas pequenas ilhas desabitadas no lago, a ilha Schwanau e a ilha Roggenburg. Encontra-se aninhado entre a Montanha Steinerberg, a Montanha Rigi e a Montanha Rossberg.